# Visopsys
Visopsys (VISual OPerating SYStem) es un sistema operativo libre para computadores x86 (PC) liberado bajo los términos de la Licencia Pública General (GPL). Creado completamente como un simple hobby por el programador, Andy McLaughlin. Comenzado su desarrollo en 1997.

## Características
- Su propia Interfaz gráfica de usuario (GUI) nativa.
- Multitarea preemptiva y Multihilo.
- Soporte FAT12/16/32 (lectura/escritura) y ext2/3 (solo-lectura).
- Soporte NTFS, pero no en discos Serial ATA (SATA).

## Partition Logic/Visopsys Disk Manager
Partition Logic es una herramienta de particionamiento de discos y administrador de datos libre.  Es un programa de Visopsys OS y es llamado Visopsys Disk Manager en el Visopsys OS.  La versión llamada Partition Logic es un Live CD o disquete bootable, donde tiene una versión de Visopsys OS sólo con el programa instalado Partition Program, confundido a veces con GParted Live CD.  Partition Logic sin Visopsys

## VISOPSYS memory manager
La cantidad de memoria en el sistema es determinada en el arranque por el cargador de VISOPSYS OS. Este espacio de memoria es entonces al kernel en el inicio.
En Visopsys, la memoria virtual está habilitada, y usa un paginador para traducir la dirección lineal a dirección física, a través del uso de un aprovechamiento de un segmento de paginado adicionado. El tamaño de cada página es de 4KB, igual que la tabla de páginas en la mayoría de entradas de tabla de paginación en la mayoría de sistemas operativos. 4KB es elegido porque se corresponde al tamaño de la paginación de memoria virtual en la anterior arquitectura X86.